# Anethoporus ornatus
Anethoporus ornatus är en mångfotingart som först beskrevs av Karl Wilhelm Verhoeff 1941.  Anethoporus ornatus ingår i släktet Anethoporus och familjen Spirostreptidae. Inga underarter finns listade i Catalogue of Life.